# エミール・ドボワチン
イミーユ・デヴォアティーヌ（フランス語:Émile Dewoitine 、1892年9月26日 – 1979年7月5日）は、フランスの航空機メーカー、デヴォアティーヌ(ドボワチン)の創設者である。
クレピー＝アン＝ラノワ（fr）で生まれた。第一次世界大戦中にラテコエールで働くことによって航空の世界に入った。1920年に、自らの会社、"イミーユ・デヴォアティーヌ航空機製造" (Constructions Aéronautiques Émile Dewoitine) を設立するが、本国では成功せず、D.27がスイス空軍に採用されたのを機会に会社を清算し、D.27の生産はスイスの国営軍需企業EKWに移した。
1931年に再度、自身のメーカーとして、トゥールーズに"アヴィオンズ・デヴォアティーヌ / フランス航空機会社" (Société Aéronautique Française (Avions Dewoitine),SAF) を設立し、フランス最初の全金属製戦闘機D.500や旅客機、D.338などを生産した。
1936年、航空会社の統合、国営化によって、アヴィオンズ・デヴォアティーヌはSNCAM (Société nationale des constructions aéronautiques du Midi：南部航空機製造公社) となった。この後、1938年に初飛行したD.520は、第二次世界大戦中の最良のフランス戦闘機であったとされる。
フランス降伏後は、アメリカでの起業を企てたが、ヴィシー政府から反逆罪で起訴された。ドイツとヴィシー政府との交渉により1938年に設立されて、Ar 96を改良した練習機などの生産したSIPA（Société Industrielle Pour l’Aéronautique）で働いた。
ドイツへ協力したため、フランス解放後にデヴォアティーヌは自らスペインに逃れ、イスパノ・アビアシオン(Hispano Aviación)と共同でD.520の改造型の開発を行った。さらにアルゼンチンに渡り、空軍技術社(Industria Aeronáutica Militar)で、南米最初のジェット戦闘機、I.Ae. 27 プルキー Iの開発に参加した。1948年にフランスでは20年の強制労働の判決が宣告された。時効になるまで、スイスですごした後、フランスに戻り、トゥールーズで没した。